# (40314) 1999 KR16
(40314) 1999 KR16 — транснептуновый объект. Он был обнаружен 16 мая 1999 года Одри С. Делсанти и Оливером Р. Эно в обсерватории Ла-Силья, Чили.